# نیکون دی۹۰
نیکون دی۹۰ (به انگلیسی: Nikon D90) یک دوربین عکاسی تک‌لنزی بازتابی ساخت شرکت نیکون است.